# Томаховка
Томаховка (укр. Томахівка), село, 
Гонтаровский сельский совет,
Волчанский район,
Харьковская область.
Код КОАТУУ — 6321682006. Население по переписи 2001 года составляет 318 (148/170 м/ж) человек.

## Географическое положение
Село Томаховка находится между реками Хотомля (3 км) и Хотомелька (4 км), на расстоянии в 3 км расположены сёла Середовка, Дедовка и Паськовка.

## История
- 1710 - дата основания.

## Экономика
- В селе есть овце-товарная ферма, машинно-тракторные мастерские.
- Опытное хозяйство «ЧУВИРИНО» Института животноводства УААН.

## Объекты социальной сферы
- Школа.
- Спортивная площадка.

## Достопримечательности
- Братская могила советских воинов. Похоронено 104 воина.